# World Games Stadium
Il National Stadium (chiamato anche: World Games Stadium; 世運會主場館 in caratteri cinesi) è un impianto sportivo di Kaohsiung, Taiwan. Ospita le partite interne della Nazionale di calcio di Taipei Cinese.

## Storia
Lo stadio ha ospitato tra il 16 e il 27 luglio del 2009 i IX World Games cioè l'evento sportivo patrocinato dalla CIO che inserisce le competizioni non facenti parte del programma olimpico ufficiale.

## Struttura
Lo stadio è stato disegnato dall'architetto giapponese Toyo Ito e il suo staff. La particolarità che rende famoso questo stadio è il fatto che è stato costruito con materiali riciclabili e sarà alimentato completamente dall'energia solare ottenuta dai 8.844 pannelli solari situati sopra la sinuosa copertura che ricorda un drago. È stata prevista una produzione media di 1,14 milioni di kWh all'anno che permetteranno sia di risparmiare 600 tonnellate di CO2 sia di rivendere l'energia in eccesso in particolare nei momenti di non utilizzo.